# ディーセント・ワーク
ディーセント・ワーク（英語: decent work、働きがいのある人間らしい仕事）は、2009年に国際労働機関（ILO）総会において21世紀のILOの目標として提案され支持された。英語のdecentは「きちんとした」「まともな」「適正な」といった意味がある。近年では、2006年の国際連合経済社会理事会は、経済的、社会的及び文化的権利に関する国際規約の第7条の『公正で好ましい条件での仕事』はディーセント・ワークと解釈されなければならないという総括所見を示した。さらに2011年に採択された家庭内労働者に関する国際労働条約第189号の表題に明記された。
ディーセント・ワークとは、人間らしい生活を継続的に営める人間らしい労働条件のことである。直接的な労働条件としては労働時間（1日あたり1週あたり)、賃金、休日の日数、労働の内容、などが人間の尊厳と健康を損なうものでなく、人間らしい生活を持続的に営めることが求められる。さらに、それを保障する労働条件として、結社の自由・団体交渉権・失業保険・十分な雇用・雇用差別の廃止・最低賃金などが確保されている（つまり、労働者保護が十分である）ことが求められる。後半の労働条件は前半の直接的な労働条件を改善・維持するために必要な条件である。この両方の労働条件が確保された場合ディーセント・ワークが実現されたといえる。
国際労働機関ではこれらの労働条件を具体的に条約・勧告として定め、監視機関を持つことによってすべての人にディーセント・ワークが実現するよう進めている（前述のものはほぼすべて条約化されているが、日本は批准していないものが多い）。
持続可能な開発目標も持続可能な経済成長の一環としてディーセント・ワークの促進を掲げている。

## 日本の現状
日本では、労働基準法第36条に定めるように（36協定）、事実上労働時間の上限が定められていない。最低賃金も他の先進国より少ない。また、有給休暇も未取得が多い。派遣労働等に見られるように、不安定かつ差別的な労働形態も存在する。